# 아름다운 그대에게~미남♂파라다이스~
《아름다운 그대에게~미남♂파라다이스~》(일본어: 花ざかりの君たちへ〜イケメン♂パラダイス〜 하나자카리노기미타치에~이케멘♂파라다이스~[*])는 2007년 7월 3일부터 9월 18일까지 후지 TV에서 매주 화요일 21:00 ~ 21:54에 방송된 드라마이다. 첫회(2007년 7월 3일)는 방송 시간이 10분 연장되어 21:00 ~ 22:04에 방송, 최종회(2007년 9월 18일)는 2시간 스페셜로 21:00 ~ 22:48에 방송되었다. 전 12회. 2시간 스페셜 방송은 워터 보이즈2 이후 처음이다. HD 제작 및 방송.
제54회 더 텔레비전 드라마 아카데미상 최우수 작품상, 최우수 여우주연상(호리키타 마키), 최우수 남우조연상(이쿠타 토마) 등 3관왕, 제11회 닛칸스포츠 드라마 그랑프리 여우주연상(호리키타 마키), 남우조연상(이쿠타 토마) 등 2관왕을 차지했다.
2008년 10월 12일에는 《아름다운 그대에게: 미남♂파라다이스 - 졸업식 & 7과 1/2》이라는 제목으로 스페셜판이 방송되었다.

## 줄거리
미국에서 자란 소녀 아시야 미즈키는 동경하는 높이 뛰기 선수 사노 이즈미를 만나기 위해 혼자 일본으로 귀국한다. 사노가 다니는 사립 남자 고등학교 오사카학원에 남장을 한 채 전학. 운명인지 우연인지 사노와 같은 반, 게다가 기숙사에서마저 같은 방으로 배정되어 미즈키는 소원이 이루어지나 싶었다. 떠들썩하고 개성 강한 학생들에게 둘러싸인 학교 생활은 두근거리는 해프닝의 연속. 그러나 미즈키를 기다리고 있던 최대 해프닝은 사노가 높이 뛰기를 그만둔 것!

### 제2기숙사
- 아시야 미즈키 - 호리키타 마키

사노 이즈미의 높이 뛰기를 동경해 미국에서 일본으로 건너갔다. 오사카 고등학교 (남고)에 성별을 속인 채 입학, 사노와 같은 기숙사에서 생활하게 된다.
뛰어난 운동 신경을 가졌으며, 실력은 교내에서도 톱클래스에 속한다. 특히 달리기에 관해서는 나카츠를 제치고 1위에 등극. 몸과 마음을 단련하기 위해 잠깐 가라테를 배운적도 있으며, 상당히 어리바리한 성격이라 자주 여자임이 들킬 위험에 처하기도 한다. 그러나 자신이 여자인 것을 사노가 아는 지도 꿈에도 모른 채 혼자 짝사랑하는 중. 이즈미의 도움을 받는다. 이즈미 와 나카츠의 사랑을 동시에 받는다.
원작에서는 학생들 눈을 피해 여자 화장실을 사용하지만, 드라마에서는 주저없이 당당하게 남자 화장실을 사용한다. 통칭 '비밀스런 꽃미남?'. 좋아하는사람 : 사노 이즈미
성은 효고현 아시야시에서, 이름은 원작자(나카조 히사야) 친구의 자녀 이름에서 따왔다 (단행본 제2권 47페이지 참조).
이미지 플라워는 데이지.
- 사노 이즈미 - 오구리 슌

미즈키가 동경하는 높이 뛰기 선수. 어떠한 해프닝으로 미즈키가 여자라는 것을 단번에 눈치채지만, 본인에게는 따로 고백하지 않는다. 삿포로 출신. 높이 뛰기로 충돌한 아버지와는 사이가 좋지 않다. 평소에는 공부도 잘하는 무뚝뚝한 모범생이지만 술을 마시게 되면 키스 악마로 변해 누구든 붙잡고 키스를 퍼붓는다. (미즈키도 포함) 미즈키를 잘 도와준다.-이드라마를 보면 사노가 미즈키에게 좋아하는 마음을 표현한다. 미즈키가 여자인것을 아는 유일한 사람이다. 좋아하는 사람인 미즈키가 나카츠랑 어깨동무하는 것을 안좋아한다. 미즈키가 다른사람에게 여자인것을 들킬때마다 도와준다. 이 드라마1화에서는 미즈키에게 관심없는척 하다가 좋아하고 도와준다. 이 드라마7화에서는 울외장아찌라는 술을 먹고 미즈키에게 키스를 한다. 이 드라마 졸업스패셜 에서는 미즈키에게 미소지으면서 찾아간다고 말을 한다.
미즈키를 알아갈 수록 좋아하게 된다. 미즈키외에 다른사람에게는 관심이없다. 통칭 '섹시 꽃미남'. 좋아하는사람 : 아시야 미즈키
성은 오사카부 이즈미사노시에서, 이름은 연재 당시 인기 있었던 자니즈 주니어의 사노 미즈키에서 따왔다 (단행본 제1권 107페이지 참조).
이미지 플라워는 카라.
- 나카츠 슈이치 - 이쿠타 토마

표준어로 이야기 하지만 원작에서는 오사카 출신이라 오사카 사투리를 쓴다. 같은 남자인 (줄 아는) 미즈키를 좋아하게 된다. 그래서 자신이 동성애자가 아닐까라는 생각을 진지하게 하고 있다. 때문에 늘 "난 호모가 아니야!"라고 외친다. 축구 특기자로 오사카고교에 입학, '그라운드의 젊은 사자', '불타는 젊은 사자'로 불린다. 장래희망도 당연히 축구 선수. 미즈키가 여자인것을 어느 정도 눈치는 챈다.
이마이케 코마리에게 고백받고 사귀었지만 미즈키 생각에 교제는 파국을 맞이한다. 그와 동시에 기숙사생 앞에서 미즈키에게 고백한다. 통칭 '무드메이커 꽃미남'. 좋아하는사람 : 아시야 미즈키
성은 오사카시 기타구 나카츠에서 따왔다.
이미지 플라워는 해바라기.
- 난바 미나미 - 미즈시마 히로

제2기숙사 사감. 상당한 호색한이고 여자들에게 인기가 많은 스타일. 이오의 아들이자 보건교사 우메다 호쿠토의 조카. 통칭 '와일드 꽃미남'.
성은 오사카시 주오구 난바 일대 '미나미'에서 따왔다. 이미지 플라워는 덴파레.
- 카야시마 타이키 - 야마모토 유스케
- 세키메 쿄고 - 오카다 마사키
- 나카오 센리 - 기무라 료
- 사가 카즈마 - 미조바타 준페이
- 노에 신지 - 이가라시 슌지(D-BOYS)
- 쿄하시 신 - 사키모토 히로미(당시:PureBOYS)
- 요도바시 타이치 - 치요 쇼타
- 아라시야마 죠 - 타지마 료(현, 타지마 유세이）
- 탄노와 쿄이치 - 시메기 에노쿠(당시 : JB5)
- 타카이다 류 - 오카다 히카루
- 카미신죠 아츠키 - 이케다 준(당시 : JB5)
- 우에노시바 카나타 - 스즈키 코타
- 미나세 마나토 - 시바사키 케이스케

### 제1기숙사
- 텐노지 메구미 - 이시가키 유마

제1기숙사 사감, 공수도부 주장. 난바를 혼자 라이벌이라 생각한다.
- 타이코쿠쵸 미츠오미 - 다카하시 미츠오미
- 키타하나다 코헤이 - 타케다 코헤이(당시 : PureBOYS)
- 아카시 소이치로 - 스즈키 료헤이
- 테즈카야마 쇼타 - 사토 유이치
- 시치도 소마 - 니시야마 소스케
- 고텐야마 사쿄 - 하야카와 료
- 이시키리 히로토 - 하기와라 타츠야
- 쇼자쿠 렌 - 마츠시타 코지

### 제3기숙사
- 히메지마 마사오(오스카 M 히메지마) - 쿄 노부오

제3기숙사 사감 겸 연극부 부장. 마사오라는 본인의 이름을 싫어해 '오스카 M 히메지마'라는 예명을 사용한다.
이름은 히메지마 역에서 따왔다. 이미지 플라워는 장미.
- 야오 히카루 - 카토 케이스케
- 이마미야 노보루 - 와타나베 토시히코(현, 오노 유키)
- 사이조 하루키 - 다카하시 유타
- 쿠즈하 준노스케 - 마츠다 쇼이치
- 사이인 츠카사 - 미야타 나오키
- 오기마치 타이요 - 후루하라 야스히사
- 카이즈카 코헤이 - 오지마 나오야
- 카타비라노츠지 켄 - 나카타 유야
- 코리엔 겐지 - 카와카미 유우

### 교직원
- 이사장 - 마츠다 세이코
- 사루와타리 교감 - 우카지 타카시
- 요시오카 - 고바야시 스스무
- 우메다 호쿠토 - 카미카와 타카야

오사카고교의 보건교사. 게이. 제일 먼저 미즈키가 여자인 것을 알게 되지만, 미즈키를 협력하기로 한다.
이름은 우메다 역과 그 일대 지역 이름에서 따왔다. 이미지 플라워는 안투리움.
- 키타하마 노보루 - 이나가키 고로(SMAP)

### 그 외
- 가쿠라자카 마코토 - 시로타 유(당시 : D-BOYS)
- 하라 아키하 - 콘노 마히루
- 아시야 스즈키 - 오카다 요시노리
- 야시야 타쿠미 - 야마자키 하지메
- 아시야 에이코 - 츠츠이 마리코
- 난바 이오 - 모리구치 하루코
- 타나베 카나코 - 하라다 나츠키
- 사노 신 - 다이토 슌스케
- 사노 타케히코 - 스기모토 텟타
- 유지로 - 베스 (골든 리트리버)
- 줄리아 맥스웰 - 미나미
- 나카츠 카노코 - 만다 히사코
- 축구 감독 - 라모스 루이
- 나레이션 - 모리야마 슈이치로

#### 성 블롯섬학원
- 하나야시키 히바리 - 이와사 마유코

블롯섬학원의 학생회장. 연극부 소속. 블롯섬 학생들에게 '히바리님'이라고 불린다.
사노가 미즈키를 좋아하는 것을 알게되며 실연하지만, 최종화에서는 히메지마와 커플이…?
이름은 히바리가오카하나야시키 역에서 따왔다.
- 아마가사키 칸나 - 키리타니 미레이
- 아베노 에리카 - 타이라 아이리
- 키시노사토 주리 - 마츠다 마도카
- 이마이케 코마리 - 쿠로세 마나미

## 부제·방송일·시청률
| 각 화                                                     | 방송일           | 서브타이틀                | 시청률 | 비고         |
| --------------------------------------------------------- | ---------------- | ------------------------- | ------ | ------------ |
| 제1화                                                     | 2007년 7월 3일   | 금단의 남자 기숙사 돌입   | 15.9%  | 10분 연장    |
| 제2화                                                     | 2007년 7월 10일  | 나쁜 kiss                 | 16.8%  |              |
| 제3화                                                     | 2007년 7월 17일  | 엽기적인 형님!!           | 16.5%  |              |
| 제4화                                                     | 2007년 7월 24일  | 위험한 3인실              | 16.6%  |              |
| 제5화                                                     | 2007년 7월 31일  | 나쁜 해안 이야기          | 15.3%  |              |
| 제6화                                                     | 2007년 8월 7일   | 대 파란의 사랑이 시작된다 | 14.7%  |              |
| 제7화                                                     | 2007년 8월 14일  | 갑작스런 Bed in           | 14.7%  |              |
| 제8화                                                     | 2007년 8월 21일  | 나는 미즈키가 좋다        | 17.5%  |              |
| 제9화                                                     | 2007년 8월 28일  | 들켰다!                   | 18.2%  |              |
| 제10화                                                    | 2007년 9월 4일   | 나에게 맡겨줘!            | 17.8%  |              |
| 제11화                                                    | 2007년 9월 11일  | 너를 위해 뛸게            | 19.5%  |              |
| 최종화                                                    | 2007년 9월 18일  | 우리가 지켜줄게!          | 21.0%  | 2시간 스페셜 |
| 평균시청률 17.04% (시청률은 간토 지방·비디오 리서치 조사) |                  |                           |        |              |
| 스페셜                                                    | 2008년 10월 12일 | 졸업식&7½화 스페셜        | 18.8%  |              |

## 소프트웨어

### 관련 서적

#### 사진집
- 아름다운 그대에게 메이킹 북 (와니북스, 2007년 9월 12일) ISBN 978-4-8470-1739-1

#### 소설판
- 아름다운 그대에게~미남♂파라다이스~ (겐도샤, 2007년 9월 13일) ISBN 978-4-344-01391-9

### CD
판매원 avex 마케팅 커뮤니케이션즈
- 아름다운 그대에게~미남♂파라다이스~ 오리지널 사운드 트랙 (2007년 9월 5일 AVCD-23376)

### DVD
판매원 포니캐년
- 아름다운 그대에게~미남♂파라다이스~ (전편) (2008년 1월 9일 PCBC-61121)
- 아름다운 그대에게~미남♂파라다이스~ (후편) (2008년 2월 6일 PCBC-61122)
- 아름다운 그대에게~미남♂파라다이스~ 졸업식&7½화 스페셜 (2009년 3월 18일 PCBC-51451)

## 같이 보기
- 아름다운 그대에게 - 원작
- 화양소년소녀 - 중국 리메이크작
- 아름다운 그대에게~미남☆파라다이스~ - 2011년 리메이크작

| 후지 TV 화요일 21시 대              | 후지 TV 화요일 21시 대                                     | 후지 TV 화요일 21시 대                |
| 이전 작품                           | 작품명                                                     | 다음 작품                             |
| ----------------------------------- | ---------------------------------------------------------- | ------------------------------------- |
| 신부와 아빠 (2007.4.10 ~ 2007.6.26) | 아름다운 그대에게 ~미남♂파라다이스~ (2007.7.3 ~ 2007.9.18) | 망나니 엄마 (2007.10.16 ~ 2007.12.18) |